# Pandemia de COVID-19 na Alemanha
A pandemia de COVID-19 na Alemanha começou em 27 de janeiro de 2020, com o primeiro caso confirmado em Munique, na Baviera. A maioria dos casos registrados no final de janeiro e início de fevereiro, foram transmitidos a partir da sede de uma fábrica de autopeças. Em 25 e 26 de fevereiro, vários casos relacionados ao surto italiano foram detectados no estado de Baden-Württemberg. A primeira morte foi registrada em 9 de março, de uma pessoa infectada em um evento carnavalesco em Heinsberg, na Renânia do Norte Vestfália. Posteriormente, novos casos foram registrados por pessoas que estiveram na região de Heinsberg, bem como outras vindas da Itália, Irã e China.
O centro de epidemiologia e controle de doenças alemão é aconselhado pelo Instituto Robert Koch (RKI), e elaboram e gerenciam o plano nacional de pandemia. No primeiro momento, os surtos foram gerenciados em um "estágio de contenção", que tentou minimizar a expansão dos casos. O governo alemão e as autoridades de saúde do país afirmaram que a Alemanha estava bem preparada e que, a princípio, medidas de quarentena, distanciamento social ou isolamento não seriam necessárias. Em 13 de março, a pandemia passou a ser gerenciada em "estágio de proteção", com os estados determinando o fechamento de escolas e jardins de infância, adiando semestres acadêmicos e proibindo visitas a asilos, por exemplo. Dois dias depois, as fronteiras com cinco países vizinhos foram fechadas. Em 22 de março, o governo anunciou um toque nacional de recolher. Os cidadãos só podem sair de suas casa para determinadas atividades como, por exemplo, comprar alimentos, ir ao trabalho ou praticar esportes ao ar livre, porém, apenas com pessoas que moram na mesma casa.
No começo de abril de 2021, foram registrados quase 2,7 milhões de casos, com pelo menos 76 mil mortes e aproximadamente 2,5 milhões de pessoas curadas. A taxa de letalidade na Alemanha é, apesar de ser o terceiro país mais afetado na Europa, menor do que a Itália ou a Espanha. Acredita-se que isso se deve às políticas de isolamento, além da grande realização de testes e ampliação de leitos de terapia intensiva com suporte respiratório. Em 15 de abril, quase quatro meses após o primeiro cidadão do país testar positivo para a COVID-19, o governo alemão anunciou que iniciara um processo lento e gradual de reabertura da economia após uma longa quarentena nacional, citando resultados encorajadores das políticas de distanciamento social que o país implementou.

## Linha do tempo

### Janeiro
Em 27 de janeiro de 2020, o Ministério da Saúde do estado da Baviera, anunciou que em Starnberg, um funcionário de 33 anos da Fábrica da Webasto, fornecedora de autopeças, testou positivo para SARS-CoV-2. Ele contraiu o vírus através de uma colega chinesa que, em visita a Xangai, encontrou-se com seus pais, morados da cidade de Wuhan. Esse foi o primeiro caso conhecido de uma pessoa de fora da China, que contraiu a infecção por um não-parente - a primeira transmissão conhecida fora do território chinês, foi de um pai para o filho no Vietnã.
No dia seguinte, mais três casos foram confirmados: um homem de 27 anos, outro de 40 e uma mulher de 33. Todos funcionários da Webasto. Eles foram monitorados e direcionados para quarentena no Hospital de Munique em Schwabing.
Em 29 de janeiro, a empresa Webasto decidiu suspender suas atividades, a princípio, por duas semanas para conter a disseminação do surto de COVID-19, já que mais funcionários poderiam ser hospedeiros do vírus, mesmo sem apresentar sintomas. No dia seguinte, mais um homem de Siegsdorf, que trabalhava na mesma empresa, apresentou teste positivo. Em seguida, a esposa e os dois filhos desse funcionário também apresentaram resultados positivos.

### Fevereiro

A disseminação do vírus no território alemão, entre 27 de fevereiro e 18 de março

Em 1 de fevereiro, 102 cidadãos alemães e 26 estrangeiros deixaram a cidade chinesa de Wuhan, em um voo fretado pelo governo alemão. Ao chegarem, todos foram isolados em uma quarentena em Renânia-Palatinado, por quatorze dias. Dois dos repatriados da China, testaram positivo para o vírus e foram transferidos do local de quarentena para uma unidade de isolamento do Hospital Universitário de Frankfurt.
Ainda no dia primeiro, um outro funcionário da Webasto de 33 anos de idade, morador de Munique, testou positivo. Nos dias 3 e 7 de fevereiro, outro funcionário e a esposa de um outro funcionário que, previamente havia sido diagnosticado, foram confirmados com o vírus. A mesma situação ocorreu em 11 de fevereiro, com um funcionário de 49 anos, e membros da família de um outro que havia sido previamente diagnosticado.
Em 12 de fevereiro, 14 dos 16 casos do vírus registrados no país, eram da fábrica da Webasto. A empresa reabriu as portas após realizar testes em mais de 200 funcionários e desinfectar toda a fábrica.
Um homem de 25 anos de idade, da cidade de Göppingen, em Baden-Württemberg, que voltou recentemente de Milão, na Itália, testou positivo para o vírus em 25 de fevereiro, e foi tratado em uma Hospital em Eichert. Esse foi o primeiro caso do vírus no estado. No seguinte, as autoridades estaduais confirmaram mais três novos casos: a namorada de 24 anos do homem infectado e o seu pai, de 60 anos de idade, que é médico-chefe do Hospital Universitário de Tübingen, onde foram admitidos. O terceiro caso foi registrado em Rottweil, por um homem de 32 anos que voltou de uma visita em Codogno, na Itália, com sua família em 23 de fevereiro, e testou positivo, sendo posteriormente internado e isolado em um hospital.
Ainda em 25 de fevereiro, um homem de 47 anos testou positivo em Erkelenz, em Renânia do Norte-Vestfália. Ele havia sido tratado anteriormente no Hospital Universitário de Colônia, nos dias 13 e 19 de fevereiro, por uma condição médica preexistente. 41 membros da equipe médica e paciências, tiveram contato direto ou indireto com ele no hospital; dessas, uma pescada equipe médica apresentou sintomas e testou positivo para SARS-CoV-2. No dia seguinte, a esposa do homem de 47, professora de uma jardim de infância, testou positivo e ambos foram isolados no Hospital Universitário de Düsseldorf. Outras duas pessoas que mantiveram contato direto com os dois também testaram positivo.
Em 27 de fevereiro, autoridades do distrito de Heinsberg, confirmaram 14 novos casos na região: 9 no município de Gangelt, 2 em Selfkant, 1 nas cidades de Heinsberg e Düsseldorf, e um no município de Herzogenrath. Vários casos vinculados ao carnaval Gangeler, em Gangelt. Em todos os casos, as pessoas foram colocadas em isolamento doméstico. Um médico de Mönchengladbach, que havia participado do mesmo evento de carnaval em Gangelt, testou positivo e também foi posto em quarentena domiciliar.  Na Baviera, um homem da região da Média Francónia, testou positivo. Ele havia tido contato com um italiano que, posteriormente, testou positivo.
Ainda em 27 de fevereiro, Hamburgo registrou o primeiro caso do vírus, envolvendo um homem da equipe pediátrica do Centro Médico Universitário de Hamburg-Eppendorf, que viajou para a região de Trentino. Todas as pessoas que tiveram contato direto com o funcionário, foram direcionado para uma quarentena de 14 dias, no próprio hospital e em casa.
O estado de Baden-Württemberg confirmou mais quatro casos do vírus, elevando o número de infectados para oito. Duas mulheres e um homem de Breisgau-Hochschwarzwald e Freiburg, respectivamente, testaram positivo. Eles tiveram contato, em uma reunião de negócio em Munique, com um italiano que, posteriormente, testou positivo para o teste na Itália. Um companheiro de viagem do paciente de Göppingen, também resultou positivo.
No dia seguinte, 28 de fevereiro, mais cinco novos casos foram registrados no estado: um homem de Ludwigsburgo, com sintomas de gripe, que havia testado negativo para o vírus influenza, realizou o teste para a COVID-19 e o resultado foi positivo. O outro caso foi de um homem de Rhine-Neckar, que voltou de férias curtas de esqui, e entrou em emergencia no Hospital Universitário de Heidelberg. Outros dois homens, um que esteve em Milão em 21 de fevereiro, e outro que viajou para Bergamo, na Itália, também testaram positivo e foram levados ao isolamento. Em Nuremberga, um homem que esteve em Karlsruhe a negócios, foi internado no hospital local. Membros de sua família também apresentavam sintomas de gripe.
Além disso, novos casos foram registrados no estado de Renânia do Norte-Vestfália, onde uma mulher de Herzogenrath, que havia tido contato com alguém, que fora diagnosticado com o vírus posteriormente, durante o carnaval em Gangelt, testou positivo. Além disso, Heinsberg confirmou 17 novos casos, elevando para 37, o número de infectados no distrito; Hesse confirmou três novos casos nos distritos de Hochtaunuskreis, Lahn-Dill e Gießen - os dois últimos com conexões com casos em Renânia do Norte-Vestfália.
Um dia depois, 29 de fevereiro, o número de casos em Heinsberg, no estado de Renânia do Norte-Vestfália, chegou a 60. Casos foram confirmados também em Bona, e em mais três distritos de Aquisgrano e um em Lüdenscheid. Colônia, Mönchengladbach e Duisburgo também relataram dois casos, cada. No mesmo dia, uma mulher de Bremen que, recentemente, esteve no Irã, testou positivo.

### Março
1 de março
Em 1 de março, os estados da Baixa Saxônia e Berlim registraram seus primeiros casos e, em Heinsberg o número de infectados aumento para 68. Houve novos casos registrados também em Hesse e Renânia do Norte-Vestfália. No mesmo dia, casos foram confirmados em Münster.
2 de março
No dia 2 de março, a Alemanha confirmou mais 28 casos do coronavírus. Os organizadores da Feira Internacional do Artesão cancelaram o evento que aconteceria em Munique de 11 a 15 de março de 2020, para evitar a propagação da doença altamente infecciosa, bem como a Feira de Turismo ITB da Alemanha que era para ocorrer na primeira semana de março também foi cancelada. A Montadora BMW informou que um funcionário de Munique estava infectado, cerca de 150 outros funcionários estão em quarentena doméstica por duas semanas. A Vodafone também informou que um funcionário estava infectado, todos funcionarios do Reino Unido que estiveram com este funcionário alemão já foram identificados e irão trabalhar de casa. No distrito de Heilbronn da Renânia do Norte-Vestfália, várias novas infecções foram relatadas, incluindo um paciente (nascido em 1935) da casa de idosos. Pela primeira vez no Estado de Brandemburgo, um homem é testado positivo para o coronavírus. Ele viajou do Tirol do Sul para o distrito de Oberhavel. Uma mulher que retornou do Irã é o terceiro caso confirmado de coronavírus em Hamburgo. No distrito de Unna da região da Renânia do Norte-Vestfália, há o primeiro caso confirmado de infecção por coronavírus. A primeira pessoa infectada na Saxônia é um homem de 67 anos do distrido de Sächsische Schweiz-Osterzgebirge, que viajou da Itália junto com outras 37 pessoas. O caso está relacionado ao caso em Hannover. O Ducado de Lauemburgo confirmou o terceiro caso em Schleswig-Holstein. A mulher afetada havia retornado da Renânia após o carnaval. Outra mulher do distrito de Stormarn também do Estado de Schleswig-Holstein foi testada positiva o quinto para este Estado. Ela também havia retornado de uma área de risco. No distrito de Saale-Orla, foi testada positiva e é a primeira pessoa infectada no Estado da Turíngia. O homem de 57 anos estava de férias de esqui no norte da Itália.
3 de março
No dia 3 de março houve os primeiros relatos de infecções na Saxônia, Turíngia, Sarre e Brandemburgo. Isso significa que 14 estados federais foram afetados. A Feira do Livro de Leipzig que aconteceria entre 12 a 15 de março também foi cancelada para evitar a propagação do coronavírus. O primeiro caso no distrito de Rems-Murr foi relatado em Rudersberg. O paciente de 44 anos está agora na Clínica Rems-Murr, em Winnenden. Há novos casos na Baviera, incluindo o caso de um viajante da Itália da cidade de Vilshofen an der Donau. Uma mulher de Hanau, no distrito de Main-Kinzig, nascida em 1967, deu positivo. Este é o 12º caso em Hessen. Foram registrados os dois primeiros casos em Mecklemburgo distrido do Estado de Mecklemburgo-Pomerânia Ocidental são um casal que teve contato com uma pessoa infectada em Baden-Württemberg e vem do distrito de Vorpommern-Greifswald. Houve duas novas infecções por corona em Münster - uma funcionária de uma creche que foi fechada por precaução. Três novas infecções foram confirmadas na Baixa Saxônia, sendo uma pessoa que teve contato com o primeiro caso na região e mais dois casos nos distritos de Cuxhaven e Ammerland. Foi relatado o primeiro caso no Estado de Sarre. O paciente é médico na clínica infantil do Hospital Universitário de Homburg, que foi tratado inicialmente no hospital universitário e foi colocado em quarentena em casa na mesma noite. No distrito de Pinneberg foi relatado o quinto caso em Schleswig-Holstein, um homem afetado é um colega do médico da UKE que foi infectado na semana anterior.
4 de março
Foram reportados 28 novos casos são positivos em Baden-Württemberg. 18 deles são viajantes que retornam para Alemanha sendo:, 15 da Itália (no distrito de Stuttgart, Alb-Donau, Sigmaringen, Rhein-Neckar, Ludwigsburg, Main-Tauber, Ulm, Lake Constance e Freiburg) , duas do Irã (Stadtkreis Mannheim e Rhein-Neckar-Kreis) e uma de  Barcelona (Stadtkreis Stuttgart). Foi possível rastrear nove casos que tiveram contato com uma pessoa infectada na Alemanha (Heilbronn, Ostalbkreis, Zollern-Alb-Kreis, Rhein-Neckar-Kreis), quatro dos quais são residentes da casa dos idosos em Bad Rappenau. Não pode ser determinado a cadeia de infecção de uma pessoa infectada do distrito de Heidenheim.
No estado da Baixa Saxônia, o número de pessoas infectadas aumentou para 10. As novas infecções provêm do distrito de Rotenburg (Wümme) (dois casos), do condado de Bentheim, da região de Hanôver, do distrito de Leer e da cidade de Oldenburg (um caso cada).

## Resposta governamental

### Federal
No final de janeiro, governo alemão classificou a propagação da COVID-19 como de "muito baixo risco" para saúde dos alemães, e o vírus, em geral, como periculosidade "muito abaixo" de SARS. Portanto, novos avisos de viagem não seriam necessários. Dias depois, mesmo com o primeiro caso de infectados no país, o governo manteve o status de "muito baixo" para o vírus. Em 28 de Janeiro, o ministro da Saúde, Jens Spahn, concedeu uma coletiva de imprensa, onde afirmou que estava preocupado com as teorias de conspiração que circulavam pela internet e disse que o governo federal combateria o problema do vírus com total transparência. Hotlines foram disponibilizadas a população.
Além disso, o governo ordenou que as companhias aéreas com voos vindos da China descrevessem o estado de saúde de seus passageiros, além dos próprios usuários terem que preencher formulários.
Em 13 de fevereiro, em uma reunião com os ministros de saúde da União Europeia, Spahn foi contra que os estados-membros do bloco suspendessem viagens para ou vindos da China, bem como a medição da temperatura dos passageiros. Além disso, a Alemanha enviou 8,4 toneladas de roupas de proteção à China.
Ainda em fevereiro, apesar do aumento do número de casos na Itália, o governo federal resolveu não impor nenhum tipo de restrição de viagens ao país, e afirmou estar "longe" de emitir qualquer alerta de viagem, o que permitiria o cancelamento gratuito de viagens. Membros da oposição no Bundestag pediram o fechamento das fronteiras.
Em 28 de fevereiro, a Alemanha entrou na lista dos dez países com maior número de infectados pelo vírus, atrás da Itália. No mesmo dia, o governo federal adotou medidas de segurança para viagens aéreas e marítimas: passageiros vindos da China, Coréia do Sul, Japão, Itália ou Irã, deve, relatar seu estado de saúde ao chegar o país; empresas ferroviárias devem informar o estado de saúde de seus passageiros à polícia federal e autoridades; o controle a 30 quilômetros da fronteira também foi intensificado. Além disso, o governo informou que prepararia a aquisição de máscaras e trajes de proteção para criar uma reserva e que o gabinete para controle de crise se reuniria, a partir de então, duas vezes por semana.
No início de março, o número de pessoas infectadas com o vírus na Alemanha era de 130. O ministro das Finanças, Olaf Scholz, afirmou que o governo federal esta trabalhando em um pacote de estímulos econômicos, enquanto o ministro da saúde, Jens Spahn afirmou estar preocupado com profissionais da saúde e sua proteção.
Em 8 de março, o ministro da Saúde, recomendou que eventos com mais de 1000 pessoas fossem cancelados. Dois dias depois, a chanceler Angela Merkel, durante uma coletiva de imprensa, anunciou que a projeção do governo é que de 60%-70% dos alemães irão contrair o vírus.

#### Medidas federais
Em 22 de março, a chanceler Angela Merkel e os ministros-presidentes dos estados realizaram uma teleconferência para alinhar medidas a serem adotadas para conter a disseminação do vírus por, no mínimo, duas semanas:
1. Os cidadãos devem reduzir o contato com outras pessoas fora de casa. Esse tipo de contato deve ser realizado apenas quando for absolutamente necessário.
2. Uma distância mínima de 1,5 metros deve ser mantida, além do mencionado no item 1.
3. Atividades ao ar-livre só é permitido quando realizado sozinho ou com pessoas que moram na mesma residência.
4. Ida ao trabalho, aos serviços de emergência, compras, idas ao médico, ajuda aos que precisa, prática esportes individuais e caminhadas estão autorizadas, desde que respeitando a orientação de distanciamento mínima de 1,5 metros entre as pessoas.
5. Estão proibidos festas ou reuniões, em locais público e privados, dada a gravidades da situação no país.
6. Restaurantes deverão ser fechados. No entanto, o estabelecimento pode realizar serviços de entrega ou take-away.
7. Empresas que trabalham com as áreas de cuidados pessoais, como cabeleireiros, estúdios de cosméticos, massagens, tatuagens e similares, devem suspender suas atividades, devido a proximidade física essencial para realização das atividades. Apenas serviços médicos são autorizados.
8. As empresas que permanecem abertas, sobretudo as responsáveis pelo transporte público, devem cumprir regulamentos de higiene e implementar medidas eficazes de proteção aos funcionários e usuários/visitantes/clientes.
Além dessas regras, os estados devem adotar medidas próprias, baseadas em suas peculiaridades regionais ou situações epidemiológicas dos estados, cidades e municípios. As medidas serão fiscalizadas pela polícia e autoridades competentes pela ordem pública e, em caso de descumprimento de alguma das regras, uma multa de até 25 mil euros será aplicada.

#### Quarentena no governo
Após o anúncio das medidas, o porta-voz do governo federal, Steffen Seibert, informou que a chanceler Angela Merkel ficará em quarentena domiciliar nos próximos dias, pois um médico que aplicou nela uma vacina pneumocócica em 20 de março, fora diagnosticado com o novo coronavírus. A medida foi aplicada a todos que estiveram contato com o infectado. Ainda segundo Seibert, a chanceler passará por testes "regularmente nos próximos dias".
O ministro das Finanças e vice-chanceler, Olaf Scholz, também se colocou em quarentena, como medida de precaução. No entanto, testes realizados deram negativo.

#### Aplicativo
Em 7 de abril, o Instituto Robert Koch, em parceria com a startup de tecnologia em saúde Thryve, lançou o aplicativo "Corona-Datenspende" (doação de dados sobre corona, em tradução livre), para uso voluntário da população alemã.
O aplicativo foi desenhado para ser usado como um rastreador fitness dos relógios inteligentes e pretende ajudar o monitoramento da disseminação da COVID-19 no país, além de produzir análises para tomada de medidas eficazes contra a pandemia.
No mesmo dia, o Instituto anunciou que mais de 50 mil pessoas já haviam realizado o download do aplicativo e consentido compartilhar seus dados, de forma anônima para fins científicos.

### Estadual
| Estado                           | Estado                           | Casos confirmados | Curados | Mortes | Fronteiras | Suspensão temporária | Suspensão temporária | Suspensão temporária | Suspensão temporária | Ref.          |
| Estado                           | Estado                           | Casos confirmados | Curados | Mortes | Fronteiras | Escolas              | Cuidados pessoais    | Restaurantes         | Bares                | Ref.          |
| -------------------------------- | -------------------------------- | ----------------- | ------- | ------ | ---------- | -------------------- | -------------------- | -------------------- | -------------------- | ------------- |
| Baden-Württemberg                | Baden-Württemberg                | 20.141            | 4.996   | 433    | Abertas    | Sim                  | Sim                  | Sim                  | Sim                  |               |
| Baixa Saxônia                    | Baixa Saxônia                    | 6.218             | 1.980   | 111    | Abertas    | Sim                  | Sim                  | Sim                  | Sim                  |               |
| Baviera                          | Baviera                          | 26.163            | 5.810   | 481    | Abertas    | Sim                  | Sim                  | Sim                  | Sim                  |               |
| Berlim                           | Berlim                           | 3.862             | 2.097   | 28     | Abertas    | Sim                  | Sim                  | Sim                  | Sim                  |               |
| Brandemburgo                     | Brandemburgo                     | 1.524             | 241     | 33     | Abertas    | Sim                  | Sim                  | Sim                  | Sim                  |               |
| Hamburgo                         | Hamburgo                         | 3.217             | 1.790   | 20     | Abertas    | Sim                  | Sim                  | Sim                  | Sim                  |               |
| Mecklemburgo-Pomerânia Ocidental | Mecklemburgo-Pomerânia Ocidental | 531               | 184     | 8      | Fechadas   | Sim                  | Sim                  | Sim                  | Sim                  | [ 86 ]        |
| Renânia do Norte-Vestfália       | Renânia do Norte-Vestfália       | 21.582            | 8.090   | 347    | Abertas    | Sim                  | Sim                  | Sim                  | Sim                  |               |
| Renânia-Palatinado               | Renânia-Palatinado               | 3.992             | 1.157   | 34     | Abertas    | Sim                  | Sim                  | Sim                  | Sim                  |               |
| Sarre                            | Sarre                            | 1.605             | 261     | 30     | Fechadas   | Sim                  | Sim                  | Sim                  | Sim                  | [ 87 ] [ 88 ] |
| Saxônia-Anhalt                   | Saxônia-Anhalt                   | 1.014             | 400     | 12     | Abertas    | Sim                  | Sim                  | Sim                  | Sim                  |               |
| Saxônia                          | Saxônia                          | 3.097             | 278     | 38     | Abertas    | Sim                  | Sim                  | Sim                  | Sim                  |               |
| Schleswig-Holstein               | Schleswig-Holstein               | 1.735             | 203     | 24     | Fechadas   | Sim                  | Sim                  | Sim                  | Sim                  | [ 89 ]        |
| Turíngia                         | Turíngia                         | 1.208             | 550     | 18     | Abertas    | Sim                  | Sim                  | Sim                  | Sim                  |               |

1. ↑  Refere-se ao status das fronteiras internas, isto é, entre os estados. Embora a Lei Fundamental da República Federal da Alemanha garanta amplos direitos a mobilidade dos cidadãos alemães, durante o estado de emergência, os governos estaduais podem restringir ou negar a entrada de não-residentes em seu território.

#### Baden-Württemberg
O estado de Baden-Württemberg proibiu reuniões com mais de três pessoas em locais públicos. O governador do estado, Winfried Kretschmann, pediu aos cidadãos que não realizem reuniões, mesmo em casa. Bares e pubs foram fechados, e restaurantes podem trabalhar apenas com delivery ou to-go. O estado também ampliou a fiscalização com estados mais atingidos e, cidadãos de cidades fronteiriças estão proibidos de cruza-la.

#### Baixa Saxônia
Assim como em Eslésvico-Holsácia, o estado da Baixa Saxônia restringiu o acesso as ilhas de Norderney, Juist e Baltrum.

#### Baviera
De todos os estados alemães, a Baviera é a que tem tomada as medidas mais rígidas, até o momento. Apenas pessoas com motivos plausíveis, como ir ao trabalho ou ao médico, podem sair de casa, e devem fazê-lo desacompanhados.

#### Eslésvico-Holsácia
O estado de Eslésvico-Holsácia decidiu fechar suas fronteiras no final de fevereiro, após o anúncio de quarentena feito pelo governo federal junto com governos estaduais. O estado abriga em seu território ilhas, que são destinos de férias dos alemães, e registrou, no início da quarentena uma movimentação de cidadãos aos destinos turísticos. Além disso, o governo estadual obrigou os proprietários de segundas casas a deixarem o estado. Uma decisão judicial chancelou a proibição do uso de segundas residências no momento e, controle policial é feito, por exemplo, inspecionando carros de placas que não pertecem a região.

#### Brandemburgo
O governador de Brandemburgo, Dietmar Woidke, anunciou em 20 de Março, que o estado não adotaria medidas restritivas, e que um toque de recolher não se fazia necessário. Mas, alertou que a situação é „muito séria“. Restaurante permanecem abertos até as 18h, e regras de distanciamento mínimo foram adotadas.

#### Hamburgo
Em 12 de março, após o encontro com a chanceler e os demais governadores, o primeiro prefeito de Hamburgo anunciou que a cidade-estado também aplicaria medidas de isolamento e distanciamento social. Todos os restaurantes foram fechados e reuniões com mais de 6 pessoas, sejam elas privadas ou não, foram proibidas. Da mesma forma, escolas, creches, teatros e museus, além da maioria das lojas do varejo também foram fechadas. A restrição não atinge, porém, supermercados, farmácias e outras lojas similares, bem como serviços de coleta e entrega, mercados de bebidas e bancos. A cidade-estado também suspendeu a proibição da abertura do comércio aos domingo, até segunda ordem. Essas medidas foram substituídas ou ampliadas, após e com o anúncio de novas medidas federais feito pela chanceler Merkel em 22 de março de 2020.

#### Mecklenburg-Pomerânia Ocidental
Viagens turísticas ou particulares estão temporariamente proibidas em Mecklemburgo-Pomerânia Ocidental.

#### Renânia do Norte-Vestfália
O estado adotou as medidas federais para restringir o contato, isto é, no máximo duas pessoas podem andar juntos. O governador Armin Laschet, anunciou multa de até 25 mil euros para quem violar as regras.
Heinsberg
Sendo uma das regiões mais atingidas, e após o relato de um jardim de infância infectado, em 28 de fevereiro, Heinsberg resolveu fechar creches e escolas até o dia 6 de março. Pessoas que tiveram contato com infectados ou que apresentassem sintomas de gripe, foram direcionadas ao isolamento doméstico de 14 dias.

#### Sarre
Em Sarre, os cidadãos só podem sair de casa por motivos plausíveis e desacompanhados. Porém, o governo estabeleceu exceções: pessoas que acompanham idosos em caminhadas ao ar livre, por exemplo. Salões de beleza, lojas de cosméticos e cabeleireiros estão fechados.

#### Saxônia
A Saxônia anunciou regras restringindo a saída de cidadãos da suas casa, antes de uma decisão nacional. Não é permitido, por exemplo, caminhadas com pessoas que não moram na mesma casa. A decisão foi acordada entre o governo do estado e municípios. Infração recorrente são passíveis de multa.

## Impacto econômico
Corrida às compras

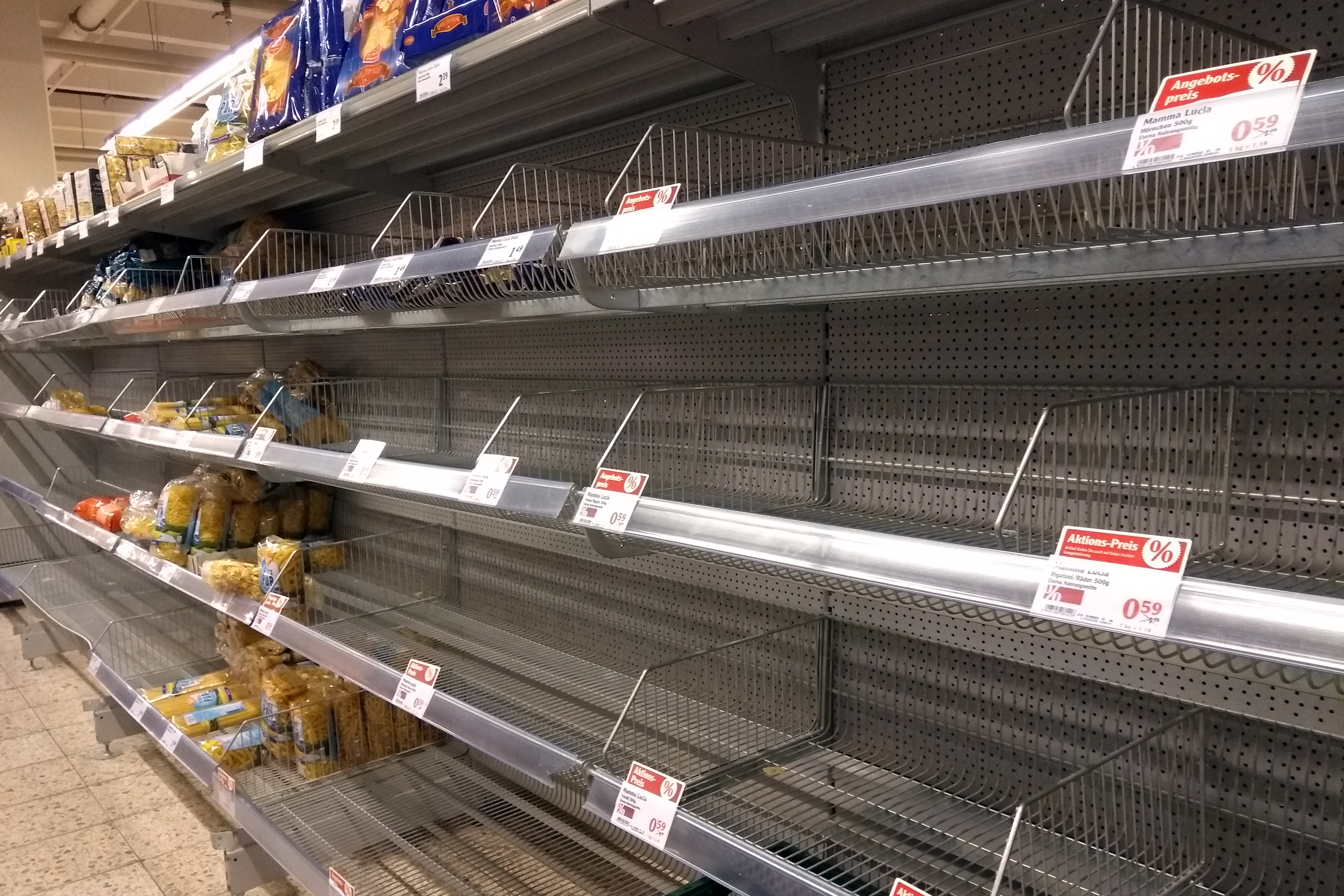
Prateleiras vazias em um mercado, após a corrida às compras na Alemanha

As redes de supermercado Aldi e Lidl, registraram um aumento da demanda, sobretudo, para alimentos enlatados, macarrão, papel higiênico (cuja vendas aumentaram 700% de fevereiro a março) e desinfetantes. O Ministério da Saúde da Renânia do Norte-Vestfália, desaconselhou a corrida às compras e o armazenamento de alimentos e produtos, principalmente, máscaras, medicamentos e desinfetantes. Um dia antes, após aumento drástico dos preços e escassez desses três itens, fora feito pedidos aos consumidores para que deixassem esses produtos em hospitais e consultórios médicos.

## Setor privado
Lufthansa
Em 28 de janeiro, a empresa aérea alemã Lufthansa suspendeu todos os voos para a China, após ter sido registrado um suposto caso dentro de uma aeronave. Em 28 de fevereiro, a companhia reduziu em 25% o número dos voos de curta e média duração e suspendeu várias rotas de longa duração. Em 20 de março, a empresa fez uma doação de 920.000 máscaras para as autoridades de saúde do país.

## Eventos cancelados
O torneio internacional de Badminton, YONEX German Open, que realizar-se-ia em Mülheim an der Ruhr, foi cancelado em 26 de fevereiro. Em 28 de fevereiro, os organizadores da Feira de Turismo ITB Berlin, anunciaram o cancelamento do evento, devido a pandemia.
Em 3 de março, os organizadores da Feira do Livro de Leipzig, planejada para ser realizada no meio do mês, anunciou que o evento estava cancelado. Diante do aumento dos casos em boa parte dos estados alemães, os organizadores da Feira Internacional do Artesão, que realizá-lo-ia durante os dias 11 a 15 de março, foi cancelada[carece de fontes?].
Após o pedido do ministro da saúde, para que eventos com mais de mil pessoas fossem canceladas, a liga alemã de hóquei no gelo, a Deutsche Eishockey Liga, anunciou o cancelamento da temporada 2019/2020. A Bundesliga anunciou que as partidas de futebol, seriam realizadas a portas fechadas, isto é, sem público.  Posteriormente, em 10 de março, a organização anunciou que todos os jogos da liga, bem como os da 2. Bundesliga, seriam adiados, ao menos, até o dia 2 de junhol.